# Назаров, Вячеслав Николаевич
Вячесла́в Никола́евич Наза́ров (род. 1 сентября 1949) — советский и латвийский хоккеист и тренер.

## Биография
Родился 1 сентября 1949 года. В возрасте двенадцати лет дебютировал в ДЮСШ «Динамо» Москва. Серебряный призёр чемпионата СССР по хоккею с шайбой среди юношей. После провального выступления рижских динамовцев в сезоне 1967/68 (последнее место во втором дивизионе), главным тренером команды был назначен ученик А. И. Чернышёва, ассистент тренера московского «Динамо» Виктор Тихонов, пригласивший Назарова в рижское «Динамо». Назаров вместе с командой прошёл путь от второй лиги до высшего дивизиона. Отыграл в «Динамо» Рига 16 сезонов, из них 11 сезонов в высшей лиге. Неоднократно избирался капитаном команды. В сезоне 1979/80 выполнял также обязанности играющего тренера. В 1975—1985 годах неоднократно привлекался во вторую сборную СССР. 
В 1984 году завершил карьеру игрока. Работал вторым тренером команды второй лиги «Латвияс Берзс» (Рига) (1984), вторым тренером «Динамо» Рига (1986—1988), администратором «Динамо» Рига (1988—1991).
C 2014 года работает главным тренером и тренером в различных латвийских детских командах.

## Статистика выступления в высшей лиге
| Легенда | Легенда                    | Легенда | Легенда                   | Легенда | Легенда    |
| ------- | -------------------------- | ------- | ------------------------- | ------- | ---------- |
| И       | Количество проведённых игр | Штр     | Штрафное время            | +/−     | Плюс-минус |
| Г       | Голы                       | П       | Голевые передачи          | О       | Очки       |
| -       | Статистика неизвестна      | —       | Статистика не учитывалась |         |            |

| Сезон                    | Команда                  | И   | Г  | П  | О  | Штр |
| ------------------------ | ------------------------ | --- | -- | -- | -- | --- |
| 1973/74                  | «Динамо» (Рига)          | 32  | 7  | 4  | 11 | 20  |
| 1974/75                  | «Динамо» (Рига)          | 36  | 4  | 13 | 17 | 32  |
| 1975/76                  | «Динамо» (Рига)          | 36  | 2  | 14 | 16 | 20  |
| 1976/77                  | «Динамо» (Рига)          | 36  | 8  | 11 | 19 | 28  |
| 1977/78                  | «Динамо» (Рига)          | 34  | 7  | 10 | 17 | 34  |
| 1978/79                  | «Динамо» (Рига)          | 44  | 4  | 22 | 26 | 46  |
| 1979/80                  | «Динамо» (Рига)          | 37  | 2  | 6  | 8  | 30  |
| 1980/81                  | «Динамо» (Рига)          | 27  | 1  | 2  | 3  | 10  |
| 1981/82                  | «Динамо» (Рига)          | 33  | 0  | 2  | 2  | 18  |
| 1982/83                  | «Динамо» (Рига)          | 56  | 2  | 3  | 5  | 24  |
| 1983/84                  | «Динамо» (Рига)          | 30  | 0  | 0  | 0  | 16  |
| Всего в чемпионатах СССР | Всего в чемпионатах СССР | 203 | 26 | 42 | 68 | 120 |